# Battaglia dello Zuiderzee
La battaglia dello Zuiderzee (11 ottobre 1573) fu una battaglia navale combattuta nell'ambito della guerra degli ottant'anni nella quale la flotta olandese distrusse quella spagnola, meglio equipaggiata e di maggior numero, nello Zuiderzee.

## Antefatto
Per anni prima della battaglia dello Zuiderzee, la più grande città olandese, Amsterdam, non aveva aderito alla causa del principe d'Orange ed era rimasta leale al re di Spagna. Dal momento che le vie di accesso alle città nell'area erano controllate dagli spagnoli, i ribelli olandesi tentarono di aggirare il problema passando dallo Zuiderzee, il golfo di mare dell'Olanda ed agire così contro i porti spagnoli di modo da distogliere l'attenzione dall'entroterra, indebolendo nel contempo il nemico. Nel 1573 il governatore spagnolo Maximilian de Henin, conte di Bossu, inviò una flotta composta da 30 navi e da una ciurma di più di 1300 marinai con la prerogativa di fermare e distruggere le forze nemiche che avessero incontrato. Questa flotta includeva la nave ammiraglia Inquisition. Con un peso di 250 tonnellate, la Inquisition aveva i fianchi rinforzati in ferro e rappresentava un'imbarcazione d'avanguardia per l'epoca. Per contro, la flotta olandese era di portata inferiore e composta da 24 navi armate in maniera leggera con una ciurma di 700 marinai.

## La battaglia
Henin e la sua flotta lasciarono Amsterdam il 5 ottobre ed immediatamente si mossero all'attacco. Le forze dei Gueux attaccarono continuamente la flotta spagnola per evitare che questa prendesse il sopravvento dal momento che gli olandesi non disponevano di navi pesantemente armate, ma anziché procedere con un assalto frontale, scelsero di provare ad abbordare i vascelli spagnoli per catturarli ed usarli poi contro il nemico. Se la cattura non fosse stata possibile, l'ordine era di incendiare le navi nemiche. Nei tentativi di assalto, gli olandesi ebbero la peggio a causa di venti che continuamente tenevano distanziate le navi e impedivano ai gueux di assaltare le navi nemiche.
La situazione si sbloccò l'11 ottobre quando i venti cambiarono e gli olandesi poterono condurre un attacco a sorpresa. Nel corso dell'attacco, l'ammiraglia spagnola venne abbordata e catturata infine dagli olandesi.
Il resto della flotta spagnola, saputa la notizia, fuggì e Maximilien de Hénin-Liétard ed i suoi uomini si arresero dietro la promessa di avere risparmiata la vita.

## Conseguenze
Dopo la perdita di questa battaglia ed il fallito assedio di Alkmaar, il duca d'Alba che comandava le forze spagnole nei Paesi Bassi realizzò che la lotta per conquistare l'Olanda settentrionale era una causa persa ed abbandonò Amsterdam facendo ritorno in Spagna.